# Rise (canción de Katy Perry)
«Rise» —en español: «Ascender»— es una canción interpretada por la cantante y compositora estadounidense Katy Perry. Fue incluida como la canción oficial para la teledifusión de los Juegos Olímpicos de 2016 de la NBC. La canción fue coescrita con Savan Kotecha, Ali Payami y su productor Max Martin. Fue lanzado como sencillo el 14 de julio de 2016 en plataformas virtuales como iTunes. En su primera semana tuvo 147,000 descargas, 4.6 millones de reproducciones en Streaming y 14 millones de personas en audiencia tan solo en Estados Unidos, logrando que en su primera semana se posicionara en el puesto 11 del Billboard Hot 100.

## Antecedentes
Perry declaró que la pista es: "Una canción que se ha estado gestando dentro de mí durante años, que finalmente ha llegado a la superficie", y quiso lanzarlo como una pista independiente en lugar de incluirlo en un álbum "porque ahora más que nunca, hay una necesidad de unir nuestro mundo ". Ella agregó:
"Yo sé que juntos podemos superar el miedo en todo el mundo. No puedo pensar en un mejor ejemplo que los atletas olímpicos, ya que se reúnen en Río, con su fuerza y valentía, para recordarnos que todos podemos unirnos, con la decisión de ser lo mejor que podemos ser. Espero que esta canción nos puede inspirar a sanar, unir, y avanzar juntos. Me siento honrada de que NBC Olympics haya optado por utilizarlo como un himno antes y durante los Juegos de Río" -Perry
NBC también se sentía es el mensaje habló "directamente al espíritu de los Juegos Olímpicos y sus atletas" por sus temas de inspiración.
Será enviado a Contemporary Hit Radio en Estados Unidos el 19 de julio de 2016.

## Vídeo musical

### Rise (NBC Olympics Video)
El vídeo musical fue dirigido por Joseph Lee y fue lanzado el 15 de julio de 2016 en la cuenta oficial de YouTube/Vevo de Katy Perry. El vídeo usa material de archivo de la NBC, donde se muestran a varios atletas de los Juegos Olímpicos.
Algunos de los atletas incluidos en el video promocional:
- Michael Phelps
- Ryan Lochte
- Terrel Gausha
- Andranik Hakobyan
- Jaroslav Kulhavý
- Nino Schurter
- Marco Aurelio Fontana
- Gabby Douglas
- Simone Biles
- Kerry Walsh
- Misty May-Treanor
- Missy Franklin
- Usain Bolt
- Selección Femenina de Fútbol de Canadá
- Selección Femenina de Fútbol de Estados Unidos
- Liu Xiang
- Artur Noga
- Balázs Baji
- Tirunesh Dibaba
- Angelo Taylor
- Maialen Chourraut
- Serena Williams
- Deng Linlin
- Stephen Kiprotich
- Morgan Uceny
- Lucas Moura
- Mo Farah
- Selección Olímpica Mexicana de Fútbol
- Yuri Alvear
- Félix Sánchez

### Rise (Video Oficial)
El 22 de julio de 2016 se anunció el estreno próximo de una versión alternativa del video, mediante un "Teaser" estrenado en la cuenta de Youtube oficial de la cantante. El 1 de agosto de 2016 Katy Perry publicó en su cuenta de Youtube oficial el segundo "Teaser" donde se muestra a la cantante en una lucha con un paracaídas y la canción sonando en el fondo. El video completo se estrenó el 4 de agosto de 2016.
El 4 de agosto de 2016 se estrenó el video oficial, fue dirigido por Paul Gore y producido por Matthew Ayriss y Danny Lockwood; El video muestra a la cantante vestida en un traje pegado color negro y con aplicaciones en el cabello; en una lucha constante con un paracaídas, relata la historia de como supera las adversidades para lograr el vuelo, adversidades que se desarrollan en rocas desérticas, en un hangar, en un cuerpo de agua y en una pared de escalada, al final del video se muestra una imagen de la cantante logrando su cometido, volando por los aires con su paracaídas rosa.
A enero de 2022 el video sobrepasa las 200 millones de reproducciones.

## Presentaciones en vivo

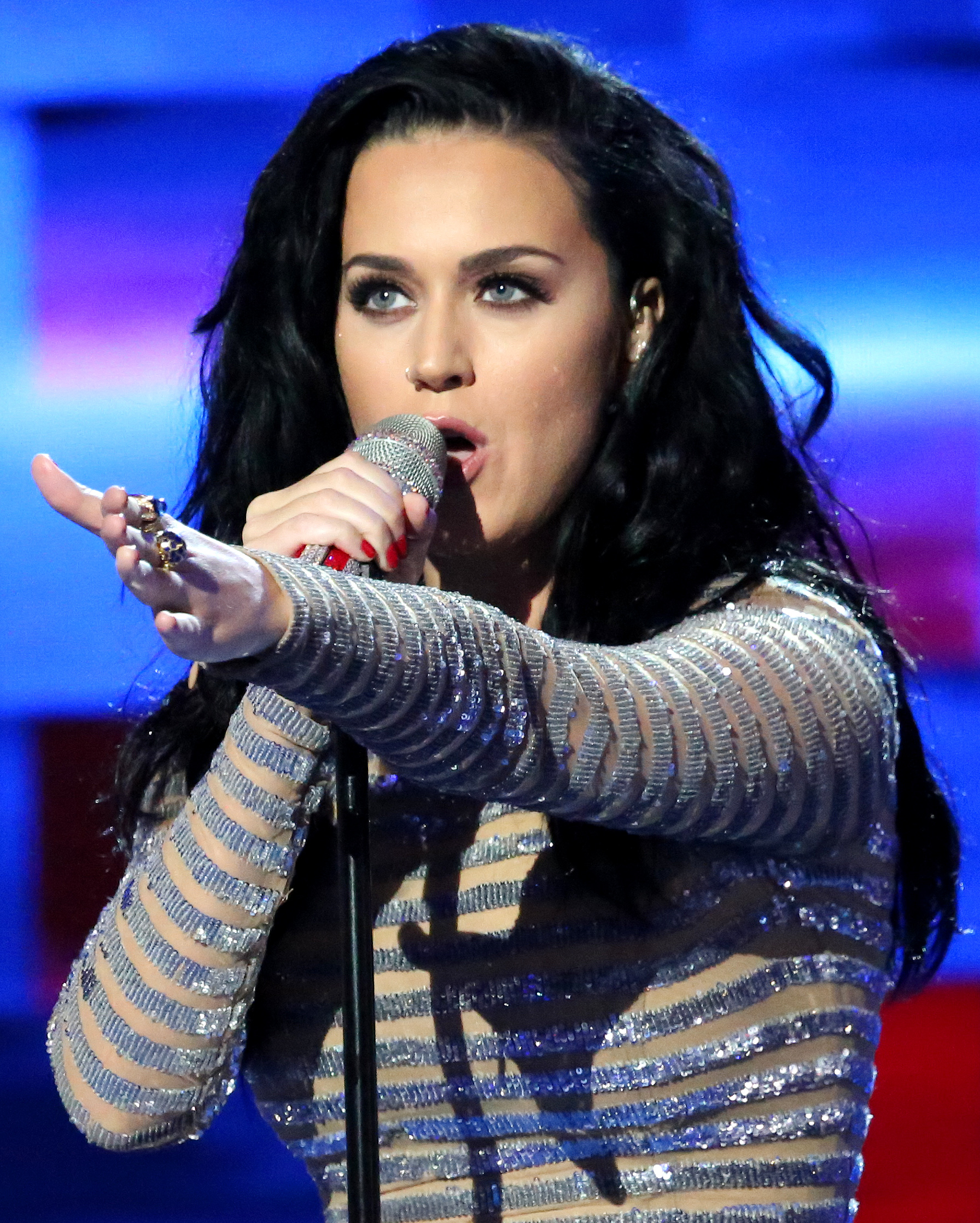
Perry interpretando "Rise" en la Convención Nacional Demócrata de 2016

Katy Perry se presentó en la Convención Nacional Demócrata de 2016, dónde cantó por primera vez "Rise" en vivo, presentación que fue acompañada por el sencillo "Roar" y en la que pronunció un discurso previo a la presentación a favor de la candidata demócrata a la presidencia de Estados Unidos, Hilary Clinton, y en dónde desarrolla temas como sus raíces y la educación.
"Rise" forma parte del repertorio regular de The Lifetimes Tour, siendo la última canción del cuarto acto, cantada entre "Part of Me" y "Roar". Perry anunció la lista de canciones de la gira durante su vuelo al espacio a bordo del Blue Origin NS-31.

## Recepción
Daniel Kreps de Rolling Stones describió la canción como "Un montaje fascinante de momentos memorables y deportistas de los juegos olímpicos pasados", Marissa Payne de The Washington Post dice "Claro, es un poco de atasco lento, pero la letra que elevan a "Rise" son bastante sólidas, y cuando se combina con imágenes de los atletas olímpicos hacer las cosas sobrehumanas...", Emily Blake de Mashable consideró que "Es justo lo que se esperaba de un himno olímpico, a pesar de que no ha sido la mejor canción de Katy Perry" y la situó en el cuarto lugar de la lista de "Los mejores 5 himnos olímpicos " Gil Kaufman de Billboard declaró " En el video de inspiración [...] Katy Perry rinde homenaje a los corredores, gimnastas, nadadores, estrellas de fútbol y un sin número de otros atletas que se empujan hasta el límite el próximo mes en los Juegos Olímpicos de 2016."

## Formatos
- Descarga digital

| «Rise» |        |          |  |
| N.º    | Título | Duración |  |
| 1.     | «Rise» | 3:23     |  |

- Formato físico

| «Rise» |                       |          |  |
| N.º    | Título                | Duración |  |
| 1.     | «Rise»                | 3:23     |  |
| 2.     | «Rise (Instrumental)» | 3:23     |  |

## Créditos y personal
- Voz: Katy Perry

## Posicionamientos en listas
| País              | Lista                    | Mejor posición |
| ----------------- | ------------------------ | -------------- |
| Australia         | Australian Singles Chart | 1              |
| Austria           | Ö3 Austria Top 40        | 1              |
| Bélgica (Flandes) | Ultratop 50              | 36             |
| Bélgica (Valonia) | Ultratop 40              | 35             |
| Canadá            | Canadian Hot 100         | 13             |
| Estados Unidos    | Billboard Hot 100        | 11             |
| Estados Unidos    | Adult Contemporany       | 22             |
| Estados Unidos    | Adult Pop Songs          | 24             |
| Estados Unidos    | Pop Songs                | 33             |
| Estados Unidos    | Digital Songs Chart      | 1              |
| Estados Unidos    | Twitter Top Tracks       | 1              |
| Escocia           | Scottish Singles Chart   | 3              |
| Francia           | French Singles Chart     | 3              |
| Hungría           | Rádiós Top 40            | 8              |
| Irlanda           | Irish Singles Chart      | 56             |
| Nueva Zelanda     | NZ Top 40 Singles Chart  | 26             |
| Reino Unido       | UK Singles Chart         | 25             |

### Certificaciones
| País      | Organismo certificador | Certificación | Ventas certificadas | Ref.   |
| --------- | ---------------------- | ------------- | ------------------- | ------ |
| Australia | ARIA                   | Oro           | 35 000              | [ 25 ] |
| Brasil    | ABPD                   | Platino       | 60 000              | [ 26 ] |

## Historial de lanzamiento
| Región         | Fecha                | Formato                    | Discográfica    | Ref.          |
| -------------- | -------------------- | -------------------------- | --------------- | ------------- |
| Todo el mundo  | 14 de julio de 2016  | Descarga digital streaming | Capitol Records | [ 27 ] [ 28 ] |
| Estados Unidos | 19 de julio de 2016  | Contemporary hit radio     | Capitol Records | [ 29 ]        |
| Todo el mundo  | 4 de agosto de 2016  | Streaming                  | Capitol Records |               |
| Alemania       | 12 de agosto de 2016 | Formato físico             | Capitol Records |               |